# Zino Davidoff
Pour les articles homonymes, voir Davidoff (homonymie).
Zino Davidoff est un négociant de cigares suisse d'origine russe né le 11 mars 1906 à Novhorod-Siverskyï et mort le 14 janvier 1994 à Genève. Il est considéré comme ayant apporté au cigare ses lettres de noblesse. La marque Davidoff s'est imposée dans le monde du cigare de qualité comme une référence.

## Le magasin de son père
Zino Davidoff, né en 1906 en Russie dans une famille de commerçants juifs. A l'âge de cinq ans, il émigre en Suisse comme réfugié en 1911 avec ses parents et ses quatre frères et sœurs fuyant les pogroms envers les Juifs en Ukraine.  
Son père était un spécialiste du tabac d’Orient, c’était ce qu’on appelait à l’époque un « harmanji » (un mélangeur de tabacs d’Orient). 
La famille Davidoff ouvre un magasin de tabac au boulevard des Philosophes à Genève. Il devint vite le point de ralliement des nombreux exilés russes, alors hostiles au Tsar. L'un deux s'appelait Vladimir Illich Oulianov, plus connu par la suite sous le nom de Lénine . Très tôt, Henri Davidoff initia son fils aux secrets du tabac et de ses mélanges raffinés. 
En 1925, Zino Davidoff se rend en Argentine, puis au Brésil et à La Havane. Il y reste cinq années où il apprend la fabrication des cigares.  

## Un précurseur
De retour à Genève en 1929, il propose à son père de créer une section de cigare de La Havane avec de nouveaux mélanges. Il invente la cave à cigares climatisée de bureau, permettant à ses clients de stocker leurs cigares. À l'époque, la cave climatisée, précurseur de l'Humidor actuel, constituait une innovation sans précédent en Europe. 
Durant les décennies qui suivirent, le bureau de tabac de Zino Davidoff se fit un nom, principalement en tant qu'importateur de cigares cubains. Genève devint l'adresse la plus prestigieuse au monde pour les vrais amateurs de havanes. Durant la Deuxième Guerre Mondiale, Davidoff fut même le seul négociant à pouvoir fournir des havanes. 

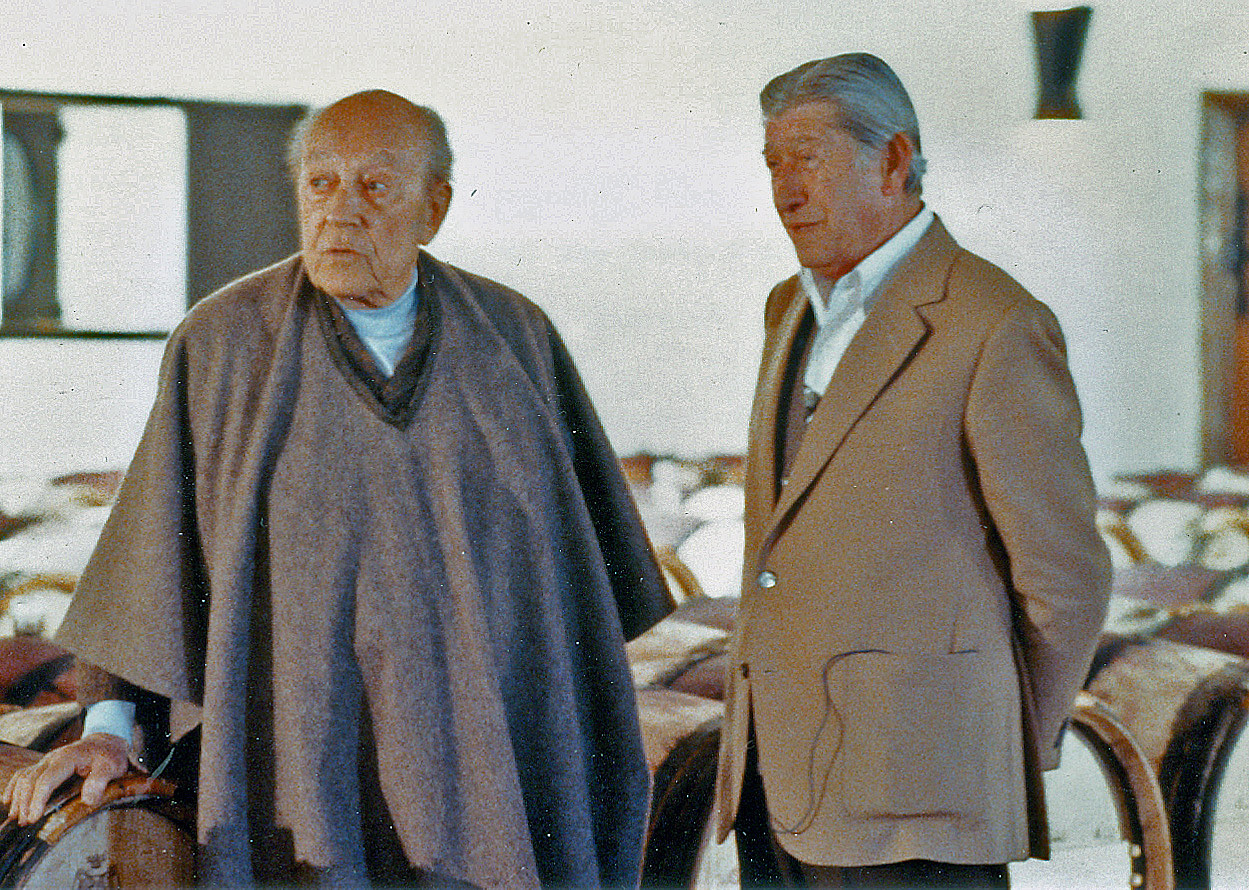
Le baron Philippe de Rothschild dans la cave de son château avec Zino Davidoff (1984)

En 1946, il a l'idée suivante : « Les fabricants cubains de cigares sont arrivés à Genève, ils sont venus me voir et m’ont demandé ce qu’il fallait faire pour réanimer le marché cubain et le lancement des produits cubains en Europe. Nous sommes allés déjeuner dans un restaurant français à Genève sur les quais. Et en regardant la carte des vins, je vois des noms prestigieux : Château Margaux, Château Latour, Château Haut-Brion, et ces noms ont eu une telle résonance dans mon cerveau que je me suis dit et si on faisait les grands crus de La Havane. Il m’a dit mais vous êtes fou. Vous avez un nom russe, ça va être signé DAVIDOFF, ces noms sont des noms français, moi je suis un fabricant espagnol et tout ça va venir de Cuba. Je lui ai dit cela va faire la Société des Nations. Il a répondu : à vos risques, on y va. »
En 1967, Fidel Castro lui donna la permission de créer sa propre ligne de cigares sous la désignation " Davidoff ". Le succès a été immédiat. Davidoff est devenu le synonyme du cigare de qualité et son nom est devenu célèbre dans le monde entier.

## La vente de son magasin
En 1970, Zino Davidoff décide d'assurer l'avenir de son magasin de Genève, il le vend à Ernest Schneider, président du groupe Oettinger à Bâle, pour 4 millions de francs suisses .  Puis le Groupe Zino Davidoff a été fondé en 1980 par Zino Davidoff et son associé Ernst Schneider, président du conseil d'administration d'Oettinger IMEX AG, jusqu'en 2006. Le premier parfum Davidoff a été lancé en 1984 avec un grand succès.

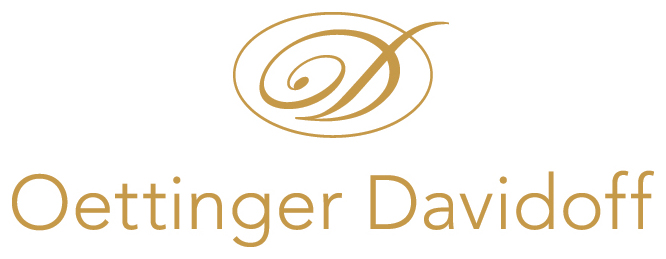

Ensuite la société qui possède la marque Davidoff a diversifié son nom sous licences : des montres, des produits de maroquinerie, des instruments d’écriture, des accessoires de mode pour homme et femme, des parfums, des lunettes, du café et du cognac. En 2002, le groupe Oettinger-Davidoff réalisait un chiffre d'affaires de plus de 2,6 milliards de francs suisses et employait plus de 2000 personnes à travers le monde, dont environ 650 en Suisse .
Au début des années 1990, la société Davidoff quitte Cuba à la suite de problèmes de qualité et de différends commerciaux. Elle installe ses plantations et ses ateliers à Saint-Domingue.

## Le roi du cigare

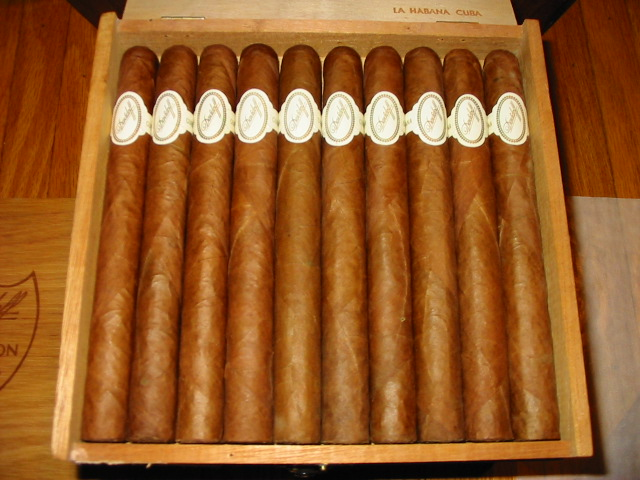

Zino Davidoff a eu des clients célèbres dans le monde entier, comme Orson Welles. Dans le film de François Reichenbach L'Art de fumer le cigare par Zino Davidoff, le célèbre écrivain Frédéric Dard dit de lui : « Zino est un type merveilleux. D’abord, il a une gueule somptueuse de gentleman-rider et puis on sent qu’il y a quelque chose de malicieux ! Il a l’œil, cette espèce de laser  qui se plante en vous et on sait très bien que ça n’est pas la peine de lui en conter. Il sait où il va avec ses interlocuteurs. Et puis il a un côté chic type aussi, un côté seigneur ».
Il avait un sens inné de l'essentiel, il savait mieux que personne savourer le moment présent. Son credo était "Fumez moins, mais mieux et plus longtemps. Faites en un culte, une philosophie" .

### Filmographie
- L'Art de fumer le cigare par Zino Davidoff, film de François Reichenbach, 1984, production Claude Richardet. Édition vidéo Proserpine.